# Orxan Səfərov

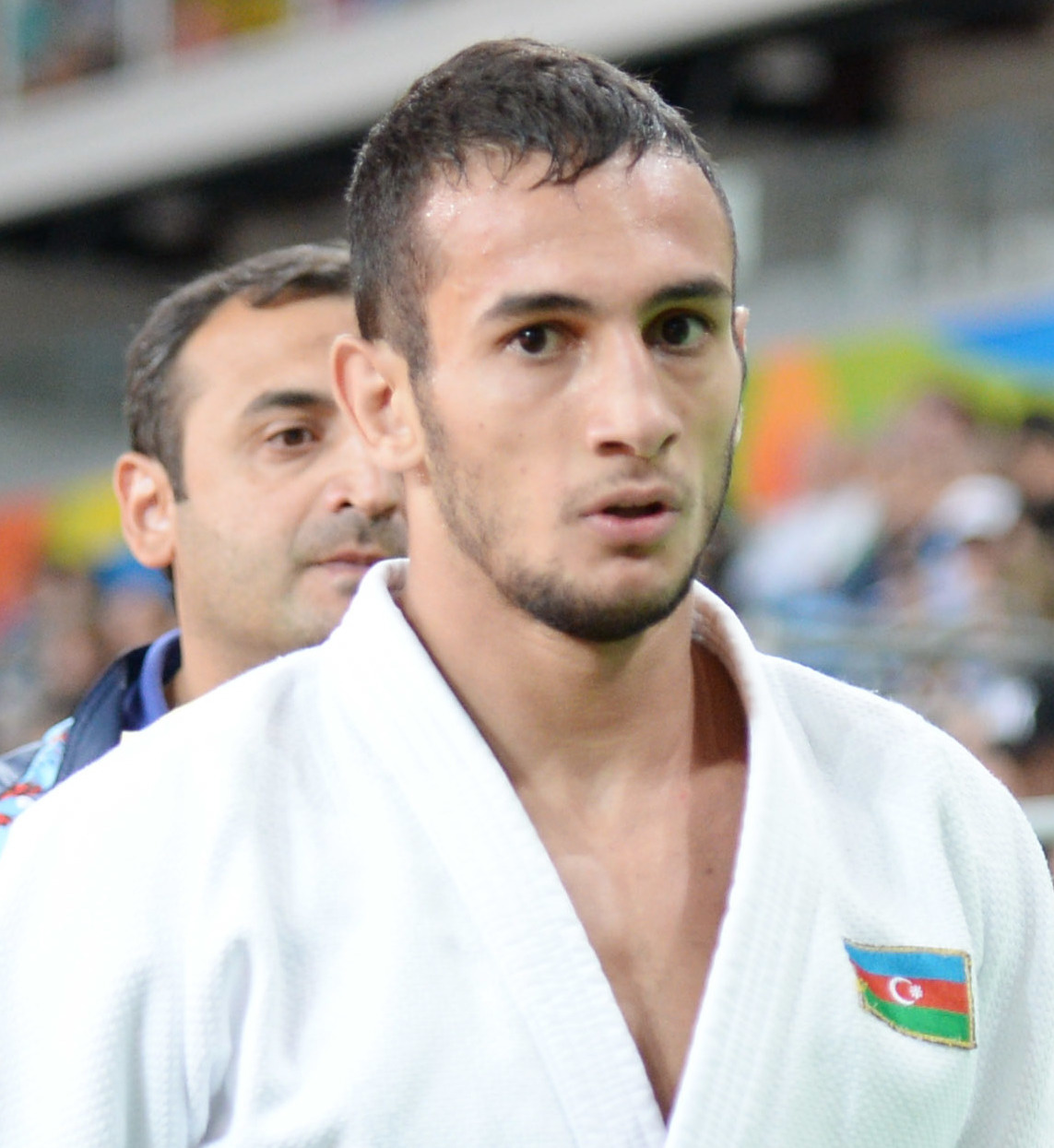
Orxan Səfərov bei den Olympischen Spielen 2016

Orxan Səfərov (* 10. August 1991 in Lənkəran) ist ein aserbaidschanischer Judoka. Er war Weltmeisterschaftszweiter 2017 und Weltmeisterschaftsdritter 2013. Bei Europameisterschaften gewann er 2015 und 2016 die Silbermedaille und 2017 eine Bronzemedaille. 2020 wurde er Europameister.

## Sportliche Karriere
Von 2011 bis 2017 kämpfte der 1,71 m große Səfərov im Extraleichtgewicht, der Gewichtsklasse bis 60 Kilogramm. 2012 gewann er seinen ersten aserbaidschanischen Landesmeistertitel. Kurz darauf gewann er eine Bronzemedaille bei den U23-Europameisterschaften.
Bei den Weltmeisterschaften 2013 in Rio de Janeiro unterlag er im Viertelfinale dem Südkoreaner Kim Won-jin. In der Hoffnungsrunde bezwang er den Kasachen Jeldos Smetow und im Kampf um Bronze gewann er gegen den Georgier Amiran Papinaschwili. Bei den Europameisterschaften 2014 unterlag er im Halbfinale dem Russen Beslan Mudranow, anschließend verlor er auch den Kampf um Bronze gegen den Armenier Howhannes Dawtjan. Zwei Wochen später bezwang er im Finale des Grand-Slam-Turniers in Baku seinen Landsmann Vugar Shirinli. Bei den Weltmeisterschaften 2014 schied er im Achtelfinale gegen den Südkoreaner Choi In-hyuk aus. Zwei Monate nach den Weltmeisterschaften gewann er beim Grand-Slam-Turnier in Abu Dhabi mit einem Finalsieg über den Mongolen Daschdawaagiin Amartüwschin seinen zweiten Grand-Slam-Titel.
2015 belegte er beim Grand Slam in Baku den siebten Platz. Bei den sechs Wochen danach im Rahmen der Europaspiele 2015 in Baku ausgetragenen Europameisterschaften bezwang Səfərov im Halbfinale den Spanier Francisco Garrigós, im Finale unterlag er Beslan Mudranow. Von den vier Medaillen, die Aserbaidschan im Rahmen der Judowettbewerbe gewann, gingen drei Medaillen an sehbehinderte Judoka, die Medaille von Orxan Səfərov war die einzige in einer Olympischen Klasse. Ein Jahr später bei den Europameisterschaften 2016 in Kasan erreichte Səfərov das Finale mit einem Sieg über den Italiener Elios Manzi, im Finale unterlag er dem Franzosen Walide Khyar. Bei den Olympischen Spielen 2016 in Rio de Janeiro erreichte er mit einem Sieg gegen den Brasilianer Felipe Kitadai das Halbfinale. Nach Niederlagen gegen Jeldos Smetow und gegen den Japaner Naohisa Takato belegte Səfərov den fünften Platz.
Anfang 2017 belegte Orxan Səfərov den dritten Platz bei den Grand-Slam-Turnieren in Paris und Baku. Bei den Europameisterschaften in Warschau unterlag er im Viertelfinale dem Russen Robert Mschwidobadse. Nach einem Sieg in der Hoffnungsrunde gegen den Türken Bekir Özlü bezwang Səfərov im Kampf um Bronze Amiran Papinaschwili. Drei Wochen später trafen Orxan Səfərov und Bekir Özlü im Finale der Islamischen Solidaritätsspiele in Baku erneut aufeinander und Səfərov gewann. Bei den Weltmeisterschaften 2017 in Budapest besiegte Səfərov im Viertelfinale den Kasachen Jeldos Smetow und im Halbfinale den Usbeken Diyorbek Oʻrozboyev. Im Finale unterlag er Naohisa Takato.
Ende 2017 wechselte Orxan Səfərov für die meisten Turniere ins Halbleichtgewicht, die Gewichtsklasse bis 66 Kilogramm. Bei den Europameisterschaften 2018 in Tel Aviv unterlag er im Halbfinale dem Slowenen Adrian Gomboc und im Kampf um Bronze dem Weißrussen Dsmitryj Scherschan. Bei den Weltmeisterschaften in Baku trat er im Extraleichtgewicht an und schied im Achtelfinale gegen Amiran Papinaschwili aus. Auch bei den Europameisterschaften 2019 schied er im Achtelfinale des Extraleichtgewichts gegen den Niederländer Jorre Verstraeten aus. Beim Grand-Slam-Turnier in Abu Dhabi trat er im Oktober 2019 wieder im Halbleichtgewicht an und unterlag erst im Finale dem Italiener Manuel Lombardo. Auch 2020 kämpfte Səfərov im Halbleichtgewicht. Bei den Europameisterschaften in Prag besiegte er Lombardo in der ersten Runde. Nach drei weiteren Siegen bezwang er im Finale den Israeli Tal Flicker und gewann seinen ersten internationalen Titel. Im Jahr darauf schied er bei den Europameisterschaften in Lissabon im Achtelfinale aus. Bei den Weltmeisterschaften 2021 in Budapest unterlag er im Halbfinale dem Japaner Joshiro Maruyama und im Kampf um Bronze dem Russen Jakub Schamilow. Bei den Olympischen Spielen in Tokio schied Səfərov in seinem Auftaktkampf gegen den Kasachen Jerlan Sericzhanow aus.